# Carolina Balsanti
Carolina Balsanti (Grosseto, 7 settembre 1988) è un'ex pallamanista e militare italiana.

## Carriera
Carolina ha indossato la maglia del Levanger HK (Norvegia, campione olimpico a Pechino 2008). Il suo debutto nella massima serie è a 16 anni con la HF Teramo, poi veste la maglia del Dossobuono, con il quale vince la Coppa Italia, successivamente indossa i colori del Vigasio disputando ottimi campionati, arriva dunque l'esperienza norvegese, al rientro in Italia firma per il ritorno nelle file dello Scaligera Vigasio. È protagonista del mercato per la stagione 2010-2011, infatti viene ingaggiata nella Verde Vita Sassari per il campionato 2010-2011. Sin dall'età di 14 anni veste i colori della nazionale italiana di pallamano, copre il ruolo di ala sinistra, e le sue caratteristiche sono la tecnica e la velocità. Carolina Balsanti indossa anche la maglia della nazionale di beach handball. Nei mondiali 2003, in Egitto, conquista il bronzo. Nei campionati mondiali del 2008 una sfortunata semifinale decreta il 4º posto per la nazionale italiana, ma nel 2009 vince la medaglia d'oro ai campionati europei a Larvik (Norvegia), sempre nel 2009 conquista l'oro agli world games (olimpiadi delle discipline non inserite nel programma olimpico), dove ha ricevuto il premio per la miglior marcatrice. Nell'estate 2010 disputa i mondiali in Turchia arrivando ottava.
A marzo 2012 si ritira come giocatrice per rispondere alla chiamata dell'Aeronautica Militare